# Werner Stiller
 (juillet 2023).
La mise en forme du texte ne suit pas les recommandations de Wikipédia : il faut le « wikifier ».
Les points d'amélioration suivants sont les cas les plus fréquents. Le détail des points à revoir est peut-être précisé sur la page de discussion.
- Les titres sont pré-formatés par le logiciel. Ils ne sont ni en capitales, ni en gras.
- Le texte ne doit pas être écrit en capitales (les noms de famille non plus), ni en gras, ni en italique, ni en « petit »…
- Le gras n'est utilisé que pour surligner le titre de l'article dans l'introduction, une seule fois.
- L'italique est rarement utilisé : mots en langue étrangère, titres d'œuvres, noms de bateaux, etc.
- Les citations ne sont pas en italique mais en corps de texte normal. Elles sont entourées par des guillemets français : « et ».
- Les listes à puces sont à éviter, des paragraphes rédigés étant largement préférés. Les tableaux sont à réserver à la présentation de données structurées (résultats, etc.).
- Les appels de note de bas de page (petits chiffres en exposant, introduits par l'outil «  Source ») sont à placer entre la fin de phrase et le point final[comme ça].
- Les liens internes (vers d'autres articles de Wikipédia) sont à choisir avec parcimonie. Créez des liens vers des articles approfondissant le sujet. Les termes génériques sans rapport avec le sujet sont à éviter, ainsi que les répétitions de liens vers un même terme.
- Les liens externes sont à placer uniquement dans une section « Liens externes », à la fin de l'article. Ces liens sont à choisir avec parcimonie suivant les règles définies. Si un lien sert de source à l'article, son insertion dans le texte est à faire par les notes de bas de page.
- La présentation des références doit suivre les conventions bibliographiques. Il est recommandé d'utiliser les modèles {{Ouvrage}}, {{Chapitre}}, {{Article}}, {{Lien web}} et/ou {{Bibliographie}}. Le mode d'édition visuel peut mettre en forme automatiquement les références.
- Insérer une infobox (cadre d'informations à droite) n'est pas obligatoire pour parachever la mise en page.

Pour une aide détaillée, merci de consulter Aide:Wikification.
Si vous pensez que ces points ont été résolus, vous pouvez retirer ce bandeau et améliorer la mise en forme d'un autre article.
Werner Stiller (né le 24 août 1947 à Wessmar et mort le 20 décembre 2016 à Budapest) était un agent de renseignement et transfuge allemand. De 1972 à 1979, il a été employé au Ministère de la Sécurité d'État de la République démocratique allemande, avec le grade de lieutenant. Il a fait défection en Allemagne de l'Ouest et proposé ses services au Service fédéral de renseignement (BND), sous le pseudonyme de Machete. Son évasion de la RDA en 1979 avec de nombreux documents secrets vers l'Occident est toujours considérée comme l'un des cas d'espionnage les plus spectaculaires de la guerre froide.

## Biographie
À partir de 1966, Stiller a étudié la physique à l'Université de Leipzig. En 1970, il est devenu collaborateur officieux du MfS sous le pseudonyme de "Stahlmann". À partir de 1972, il a travaillé à plein temps dans l'Hauptverwaltung Aufklärung de la Stasi, au Secteur science et technologie (SWT), département XIII, division 1. Il était responsable de l'espionnage dans le domaine de la technologie nucléaire en République fédérale d'Allemagne.
Des premiers contacts avec le BND ont échoués à cause de la négligence de Stiller. Après avoir entendu parler  par l'intermédiaire de son  frère, qui vivait en Allemagne de l'Ouest, d'Uschi Mischnowski qui travaillait à Oberhof, il entreprit de la gagner comme amie. En 1978, il a pu faire sa connaissance alors que son frère était en visite, et à travers elle rétablir le contact avec le BND, qui a d'abord cru à un piège. Jusqu'à son évasion, Stiller a fourni des informations secrètes au BND.

### Fuite en République Fédérale d'Allemagne
Le 19 janvier 1979, Stiller s'est enfui à Berlin-Ouest avec des documents du HVA, en franchissant le point de contrôle de la Gare de Berlin Friedrichstraße. Uschi Mischnowski – appelée « Helga » dans les mémoires de Stiller publiées en 1986 sous le titre Im Zentrum der Espionage – a été exflitrée clandestinement avec l'aide de l'ambassade d'Allemagne à Varsovie. Cependant, Stiller a laissé sa femme, sa fille et son fils en RDA, où ils ont été victimes de diverses formes de harcèlement pour complicité présumée.

### Après l'évasion
Doté d'une nouvelle identité, Stiller a entamé une seconde vie en 1981 sous le nom de Klaus-Peter Fischer, né à Budapest. Avec le soutien de la CIA, il a obtenu un diplôme en économie à Saint-Louis puis a été banquier d'affaires chez Goldman Sachs à New York et à Londres de 1983 à 1990. Jusqu'à la chute du mur, le MfS a vainement tenté de le localiser en employant de gros moyens. Le but était de le kidnapper en RDA et de l´y  condamner à mort voire de le tuer dans les pays occidentaux.
Au début des années 1990, une équipe de journalistes du magazine d'information Der Spiegel a localisé Stiller. A cette époque, il travaillait comme agent de change pour Lehman Brothers à la Bourse de Francfort. A la fin des années 1990, Werner Stiller s'est installé à Budapest.
En 2006, Nicole Glocke, fille d'un agent est-allemand dirigé par Stiller, et sa fille Edina Stiller ont publié un livre sur les conséquences désastreuses de cette défection en République fédérale d'Allemagne. Stiller est décédé à Budapest le 20 décembre 2016 à l'âge de 69 ans.

## Importance du transfuge pour les services secrets
Après sa défection, Stiller a été interrogé intensivement par le BND pendant plus d'un an. Il a apporté une contribution significative à l'identification de Markus Wolf, le chef du HVA qui était surnommé "l'homme sans visage". Une photo de Wolf, qu'il a secrètement prise lors d'un voyage d'affaires en Scandinavie, est parvenue au Spiegel et y a été publiée en première page en mars 1979.
Simple lieutenant, Stiller ne faisait pas partie de l'état-major du HVA. Cependant, il avait réussi à accéder au poste de secrétaire du parti dans son département afin de de gagner le confiance de sa hiérarchie et ainsi obtenir des informations qui dépassaient son domaine de compétence direct. Stiller a pu informer le BND de façon approfondie sur le fonctionnement interne des services secrets est-allemands. Ces informations ont servi de base pour les actions ultérieures du BND contre le MfS. En outre, Stiller a fourni des évaluations des relations du MfS avec d'autres services secrets du bloc de l'Est. Le BND a délibérément perturbé le HVA quant à ses propres options et a limité sa capacité de travail en mobilisant des moyens pour rechercher d`autres "taupes" et en augmentant la méfiance et les contrôles dans sa propre zone.
Stiller est à l´origine de l´arrestation de nombreux agents en République fédérale d'Allemagne, en France, en Autriche et aux États-Unis, notamment  Alfred Bahr, Gerhard Arnold, Rolf Dobbertin, Reiner Fulfillment, Karl-Heinz Glocke, Karl Hauffe, Armin Raufeisen et Günther Sänger.
Plus de 40 agents réels ou présumés ont réussi à échapper aux poursuites pénales en fuyant vers la RDA, par exemple Friedrich Tomberg ou Hans-Sieghard Petras. François Lachenal, Rolf Kreibich et Rolf Rosenbrock ont été accusés à tort d'espionnage.

## Écrits (sélection)
- Im Zentrum der Spionage. v. Hase & Köhler, Mayence 1986,  (ISBN 3775811419).
- Der Agent. Mein Leben in drei Geheimdiensten. Ch. Links Verlag, Berlin 2010,  (ISBN 9783861535928).
- Der Doppelagent – Autobiographie, Rotbuch Verlag, Berlin, 1ère édition 2013,  (ISBN 9783867891929).

## Film
- (de)Der Rote Schakal[4]
- (de)Der Spion, der ich war[5]
- (de)Der Agent – Ein Doppelleben zwischen Stasi und BND[6]
- (de)Der Überläufer, Documentaire de Guido Knopp et Peter Adler, épisode de la série Top-Spione de la ZDF, 1994[7].